# Benice (Slowakei)
Benice (ungarisch Benefalva – bis 1907 Benic) ist eine Gemeinde im Norden der Slowakei mit 343 Einwohnern (Stand 31. Dezember 2024), die zum Okres Martin, einem Teil des Žilinský kraj, gehört und zur traditionellen Landschaft Turiec gezählt wird.

## Geographie
Die Gemeinde befindet sich im Mittelteil des Turzbeckens (slowakisch Turčianska kotlina) am linken Ufer des Turiec, wo der Fluss die linksseitige Valčianka aufnimmt. Das Ortszentrum liegt auf einer Höhe von 426 m n.m. und ist neun Kilometer von Martin entfernt.
Nachbargemeinden sind Trnovo im Norden, Príbovce im Nordosten, Rakovo im Osten, Ležiachov im Süden und Valča im Westen.

## Geschichte
Benice wurde zum ersten Mal 1267 als Bene schriftlich erwähnt und zwei Jahre später erhielten drei Söhne von Imrich den Ortsbesitz. Bis zum 19. Jahrhundert Gut des Geschlechts Benický, das wichtige Posten im Komitat Turz bekleidete.
1785 hatte die Ortschaft 17 Häuser und 138 Einwohner, 1828 zählte man 20 Häuser und 189 Einwohner, die als Landwirte beschäftigt waren.
Bis 1918 gehörte der im Komitat Turz liegende Ort zum Königreich Ungarn, kam danach zur Tschechoslowakei beziehungsweise heute Slowakei. In der ersten tschechoslowakischen Republik waren neben Landwirtschaft auch Handwerke weit entwickelt.

## Bevölkerung
| Jahr                | 1994 | 2004    | 2014     | 2024    |
| ------------------- | ---- | ------- | -------- | ------- |
| Anzahl der Personen | 276  | 288     | 353      | 343     |
| Unterschied         |      | +4,34 % | +22,56 % | −2,83 % |

| Jahr                | 2023 | 2024    |
| ------------------- | ---- | ------- |
| Anzahl der Personen | 344  | 343     |
| Unterschied         |      | −0,29 % |

Nach der Volkszählung 2011 wohnten in Benice 324 Einwohner, davon 312 Slowaken, zwei Tschechen und ein Magyare. Neun Einwohner machten keine Angabe zur Ethnie.
188 Einwohner bekannten sich zur römisch-katholischen Kirche, 35 Einwohner zur Evangelischen Kirche A. B., drei Einwohner zur evangelisch-methodistischen Kirche sowie jeweils ein Einwohner zur apostolischen Kirche, zur reformierten Kirche und zur tschechoslowakischen hussitischen Kirche; ein Einwohner bekannte sich zu einer anderen Konfession. 62 Einwohner waren konfessionslos und bei 32 Einwohnern wurde die Konfession nicht ermittelt.